# Pearl Gibbs
Pearl Gibbs (* 1901; † 1983 in Dubbo) war eine australische Aktivistin der Aborigines und die prominenteste Aktivistin in der Bewegung der Aborigines des frühen 20. Jahrhunderts. Sie war Mitglied der Aborigines Progressive Association (APA) und nahm teil in verschiedenen Protesten wie zum Beispiel dem Day of Mourning 1938.
Gibbs wurde 1901 nahe Botany Bay, Sydney geboren, wuchs aber nahe der Stadt Yass auf. Sie besuchte rassengetrennte Schulen in Yass und Cowra. Später heiratete sie einen englischen Seemann, mit dem eine Tochter und zwei Söhne hatte; sie trennten sich später und Gibbs sorgte alleine für die Kinder.
1930 half Gibbs ein Camp zu leiten, dass arbeitslose Aborigines der Arbeiterklasse unterstützte und 1933 organisierte sie einen Streik von Aborigines, die als Erbsen-Pflücker arbeiteten. Sie war eines der ersten Mitglieder der APA und zog eine große Anzahl von Hörern an, wenn sie Reden in Sydney hielt. Sie begann mit dem APA-Präsidenten Jack Patten und dem Sekretär William Ferguson zusammenzuarbeiten: 1938 war sie einbezogen in der Organisation der Day of Mourning Proteste, die zu dieser Zeit die bedeutendste Demonstration für die Rechte der Aborigines in Australien war. Sie wurde Sprecherin des Committee for Aboriginal Citizen Rights, der Lobby-Gruppe, die die Arbeit des Day of Mourning Congresses weiterführte. 1938 wurde sie Nachfolgerin von Ferguson als Sekretärin des APA, eine Position, die sie bis 1940 beibehielt.
1941 war Gibbs die erste weibliche Aborigine, die eine Radiosendung ausstrahlte. Der Sender war 2WL in Wollongong. Ihr Beitrag war über die Zivilrechte der Aborigines und vorsichtig geschrieben, so dass es erlaubt würde, es zu senden. Vieles von Gibbs früher Arbeit wurde in einer Zeit erstellt, als die Bewegung der Aborigines unter Aufsicht stand, so sie denn keine Ausnahmegenehmigung von relevanten Protection Board hatten.
1993 veröffentlichte die Australian Security Intelligence Organisation (ASIO) ihre Akten über Gibbs und gab sie an die National Archives of Australia. Die Akte beinhaltet eine Auflistung der politischen Treffen, an denen Gibbs teilnahm und Zeitungsausschnitte von Artikeln, in denen sie erwähnt wurde.
Gibbs verbrachte den größten Teil ihres Erwachsenen-Lebens in Dubbo. 1946 errichteten sie und Ferguson einen Zweig der Australian Aborigines’ League in Dubbo, bei der sie in den 1940er und 1950er Jahren die Vize-Präsidentin und später Sekretärin des Zweigs war. 1960 gründete Gibbs ein Hostel für die Familienmitglieder von Patienten mit Aborigine-Abstammung das Krankenhaus in Dubbo. Von 1954 bis 1957 war Gibbs das einzige Mitglied des Aborigines Welfare Board von New South Wales mit Aborigine-Abstammung, außerdem war sie die einzige Frau, die jemals diesem Vorstand angehörte. Zusammen mit Faith Bandler gründete sie 1956 das Aboriginal Australian Fellowship (AAF), das hauptsächlich eine urbane Organisation war, die die Kooperation zwischen politischen Gruppen der Aborigines mit weißen, die mit deren Angelegenheiten sympathisierten, unterstützte. Gibbs erreichte, dass die AAF Beziehungen zu den Gewerkschaften in New South Wales entwickelte.
Gibbs setzte ihre politische Aktivität in den 1970er Jahren fort, wo sie die Errichtung der Zelt-Botschaft unterstützte. Sie initiierte wichtige Verbindungen zwischen der Bewegung der Aborigines und anderen progressiven politischen Gruppen, vor allem mit der Frauenbewegung.